# Hans von Rudolphi

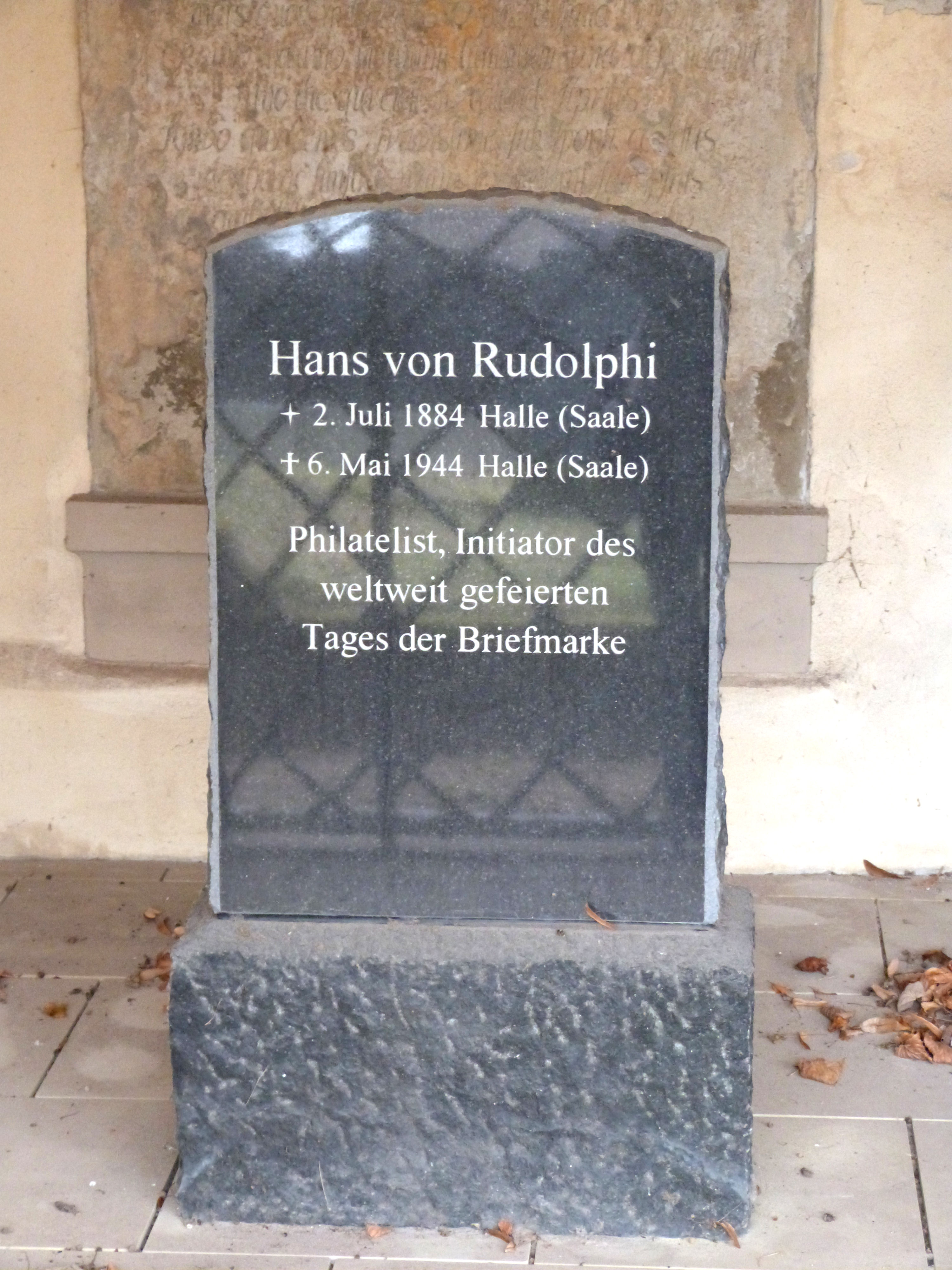
Grab von Hans von Rudolphi auf dem halleschen Stadtgottesacker

Hans von Rudolphi (* 2. Juli 1884 in Halle an der Saale; † 6. Mai 1944 ebenda) war ein deutscher Philatelist. Er hatte die Idee für den Tag der Briefmarke.
Rudolphi war Major im Ersten Weltkrieg. Ab 1938 arbeitete er an einer Fortsetzung des Kohl-Briefmarken-Handbuchs.